# Angelo Ogbonna
Angelo Ogbonna (ur. 23 maja 1988) – włoski piłkarz pochodzenia nigeryjskiego, występujący na pozycji środkowego obrońcy w angielskim klubie Watford. W latach 2011-2016 reprezentant Włoch. Uczestnik Mistrzostw Europy 2016. Wieloletni zawodnik angielskiego West Hamu. 
Został powołany na Mistrzostwa Europy 2012, jednak nie wystąpił w żadnym spotkaniu. Wychowanek włoskiego Torino FC, występował również we Juventusie oraz FC Crotone.